# Квасхвадзе, Роин Капитонович
Роин Капитонович (Никитович, Романи Никитич) Квасхвадзе (1940 — 1996) — советский футболист, вратарь.
Начинал играть в команде КФК «Динамо» Батуми в 1958 году. В 1960 году перешёл в «Динамо» Тбилиси. Выступал в основном за дубль, в чемпионате провёл три игры — 22 октября 1960 против «Беларуси» (0:1) и две игры в конце мая 1962 — против «Торпедо» Кутаиси (0:0) и «Беларуси» (1:2). Летом 1962 перешёл в «Торпедо» Кутаиси, в составе которого до 1969 года сыграл 118 матчей в чемпионате СССР. В 1971 году провёл за команду три матча в первой лиге.